# Certificat de qualification professionnelle
Pour les articles homonymes, voir CQP.
En France, le certificat de qualification professionnelle, ou CQP, est une reconnaissance officielle et professionnelle de connaissances, de capacités et de compétences des branches professionnelle concernées et des CPNE pour l'exercice d'un métier souvent réglementé. Certains CQP sont enregistrés au Répertoire national des certifications professionnelles (RNCP) avec un niveau d'étude (formation de niveau 3 à 8), ce qui permet alors la reconnaissance nationale du métier correspondant en dehors de sa branche professionnelle d'origine. Cependant, les CQP inscrits au RNCP sont des diplômes professionnels reconnus par l’État français et publiés au Journal Officiel de la République Française (JORF) et sur le site Légifrance.
Le diplôme du CQP enregistré au RNCP  dispose à l'instar des autres diplômes délivrés par l'État d'un référentiel de formation, professionnel, de compétences et de certifications.

## Définition
Le certificat de qualification professionnelle est conditionné par le suivi d'une formation qui permet d'obtenir des prérogatives spécifiques dans la cadre d'un métier. Il est créé et délivré par les instances représentant les différentes branches professionnelles et par une ou plusieurs commissions paritaires de l'emploi et de la formation. Il permet de reconnaître des savoirs (par des cours en formation théorique), des savoirs-faire (par les stages pratiques). Il est reconnu juridiquement et dans la convention collective de la ou les branches professionnelles et par l'État (dans le cadre d'un enregistrement au RNCP).
Pour l'obtention d'un CQP, le candidat est soumis à la validations de plusieurs examens, afin de valider son diplôme professionnel.
Plusieurs secteurs disposent d'un CQP reconnu, parfois dans le cadre de profession réglementée, comme :
- Secteur social et médico-social : surveillant accompagnant de nuit en secteur social, médico-social et sanitaire (niveau 3 au RNCP) ;

- Secteur de l'animation socioculturelle et socioéducative : CQP animateur périscolaire ;

- Secteur de l'éducation physique et sportive : Plusieurs CQP existent pour exercer en tant que professionnel ;

- Secteur du droit, Secteur médical ...

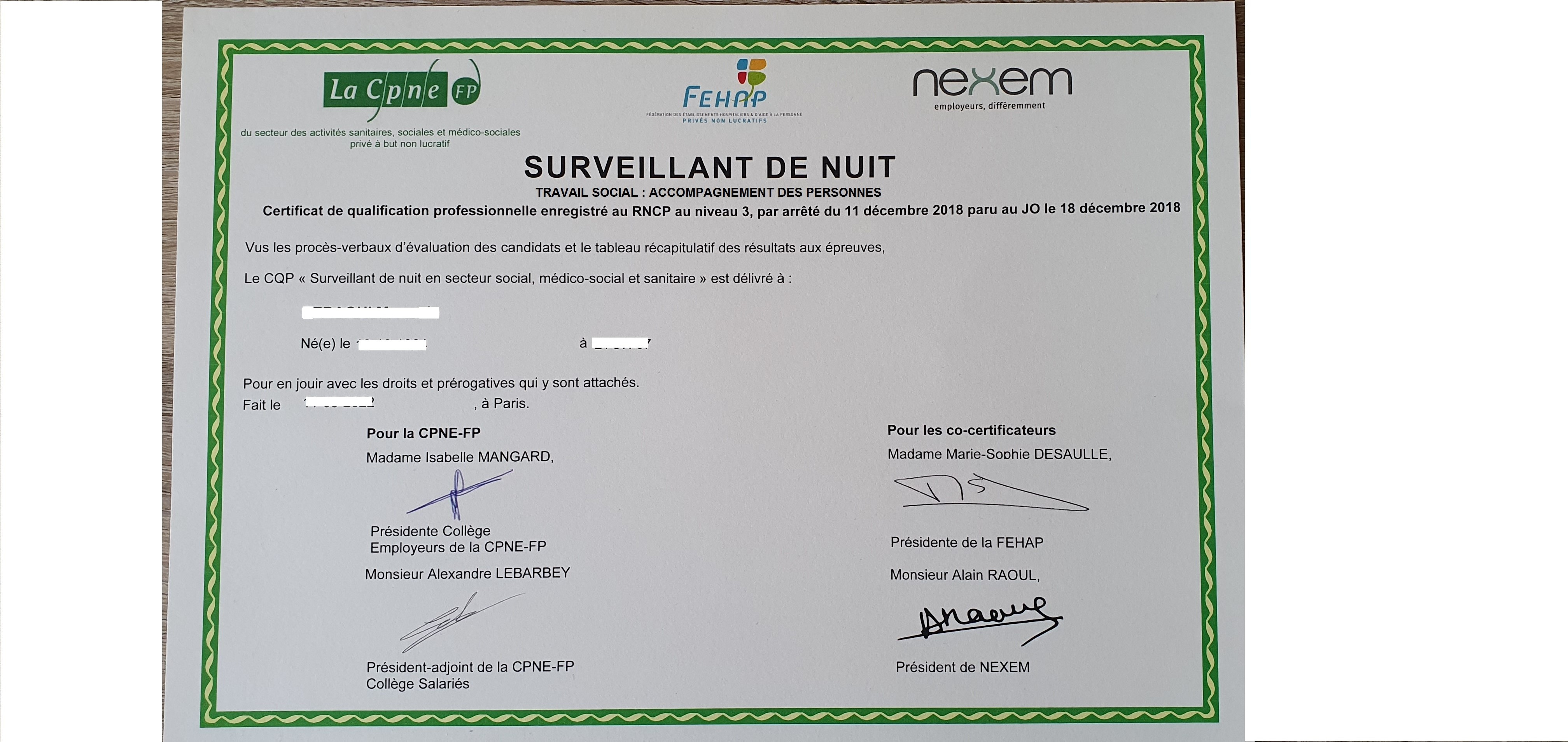
Diplôme professionnel "CQP" dans le domaine de l'action sociale et médico-sociale. Formation répartie sur 10 mois en moyenne, majoritairement centrée sur l'accompagnement des personnes vulnérables et handicapées.

## À qui s'adresse le CQP?
Le CQP s'adresse principalement aux salariés d'une entreprise appartenant à une branche professionnelle ayant mis en place des contrats de professionnalisation, mais également aux jeunes issus du système scolaire ainsi qu'aux adultes souhaitant reprendre une activité professionnelle.

## Comment obtenir un CQP?
Il existe deux possibilités pour se voir délivrer un CQP :
La formation
Celle-ci se déroule en alternance, sur un volume horaire propre à la qualification recherchée. Plusieurs dispositifs de formation permettent d'obtenir un CQP, selon la situation du candidat (salarié ou chercheur d'emploi).
La validation des acquis de l'expérience (VAE)
Celle-ci implique que le candidat doit préparer un dossier à rendre dans des conditions définies par les organisateurs du CQP. Il peut être aidé par un accompagnateur VAE.

### Comment s'inscrire?
Le CQP peut être une formation proposée ou imposée par un employeur mais peut également se faire sur demande motivée du salarié, notamment dans le cadre du CIF
Les renseignements se font auprès :
- des organismes certificateurs,
- l’employeur,
- l'organisme paritaire collecteur agréé (OPCA) auquel adhère l'entreprise,
- un organisme de formation accrédité CQP.

Les chercheurs d'emploi peuvent bénéficier de plusieurs dispositifs :
- le compte personnel de formation (CPF),
- le contrat de professionnalisation,
- le contrat d'apprentissage,
- la préparation opérationnelle à l'emploi individuelle ou collective,
- le service public régional de formation permanente et d'apprentissage (SRFPA) accessible aux demandeurs d'emploi,
- la validation des acquis de l'expérience (VAE) pour ceux qui ont exercé le métier correspondant.